# Campeonato Cabo-Verdiano de Futebol de 2015
O Campeonato Cabo-Verdiano de futebol de 2015 foi a 36ª edição da Campeonato Cabo-Verdiano de Futebol, competição de futebol.  O número de clubes de edição foi 12, onze venceadores dos campeonato regionais e um campeonato nacional do epoca previoso.
O campeão do torneio foi o Clube Sportivo Mindelense conqustou o deze título. Não clubes jogar em Liga dos Campeões da África de 2016 e 2016 CAF Copa de Confederações.

## Clubes
- Clube Sportivo Mindelense, campeão do campeonato do 2014[1]
- Académica Operária, campeão de Liga Insular da Boa Vista[2]
- Sporting Clube da Brava, campeão de Liga Insular da Brava[3]
- Spartak d'Aguadinha, campeão de Liga Insular de Fogo[4][5]
- Académico/83, campeão de Liga Insular do Maio[2][6]
- Académico do Aeroporto, campeão de Liga Insular do Sal[4][5]
- Beira-Mar, campeão de Liga Insular de Snatiago (Zona Norte)[7]
- Boavista Futebol Clube da Praia, campeão de Liga Insular de Santiago (Zona Sul)[8]
- Paulense, campeão de Liga Insular de Santo Antão (Zona Norte)[9]
- Associação Académica do Porto Novo, campeão de Liga Insular de Santo Antão (Zona Sul)[10]
- FC Ultramarina, campeão de Liga Insular do São Nicolau[11]
- FC Derby, vice-campeão de Liga Insular de São Vicente

### Informações sobre o clubes
| Clube                              | Localização             | Estádio            |
| ---------------------------------- | ----------------------- | ------------------ |
| Académico/83                       | Vila do Maio            | Maio               |
| Académica Operária                 | Sal Rei                 | Arsénio Ramos      |
| Associação Académica do Porto Novo | Porto Novo              | Porto Novo         |
| Académico do Aeroporto             | Espargos                | Marcelo Leitão     |
| Beira-Mar                          | Tarrafal                | Mangue             |
| Boavista Futebol Clube da Praia    | Praia                   | Várzea             |
| Futebol Clube de Derby             | Mindelo                 | Adérito Sena       |
| Clube Sportivo Mindelense          | Mindelo                 | Adérito Sena       |
| Paulense                           | Paúl                    | João da Serra      |
| Spartak d'Aguadinha                | São Filipe              | 5 de Julho         |
| Sporting Clube da Brava            | Vila Nova Sintra        | Aquiles d'Oliveira |
| FC Ultramarina                     | Tarrafal de São Nicolau | Orlando Rodrígues  |

## Resumo da Temporada
A edição 2015 da Campeonato Nacional teve o Clube Sportivo Mindelense.

### Classificação Final

#### Grupo A
| # | Equipa                             | J | V | E | D | GP | GC | SG  | Pts | Classificação                                                      |
| - | ---------------------------------- | - | - | - | - | -- | -- | --- | --- | ------------------------------------------------------------------ |
| 1 | Futebol Clube Derby                | 5 | 5 | 0 | 0 | 12 | 2  | +10 | 15  | Qualificado para Semi-final do Campeonato cabo-verdiano de futebol |
| 2 | Paulense                           | 5 | 3 | 1 | 1 | 6  | 3  | +3  | 10  | Qualificado para Semi-final do Campeonato cabo-verdiano de futebol |
| 3 | Associação Académica do Porto Novo | 5 | 2 | 1 | 2 | 6  | 3  | +3  | 7   |                                                                    |
| 4 | Académico/83                       | 5 | 2 | 0 | 3 | 5  | 9  | −4  | 6   |                                                                    |
| 5 | Spartak                            | 5 | 1 | 0 | 4 | 5  | 9  | −4  | 3   |                                                                    |
| 6 | Académica Operária                 | 5 | 0 | 2 | 3 | 2  | 7  | −5  | 2   |                                                                    |

Fonte: [carece de fontes?]
Regras para classificação: 1º pontos; 2º saldo de gols; 3º gols pró.
(C) = Campeão; (R) = Rebaixado; (P) = Promovido; (O) = Vencedor do play-off; (A) = Classificado para a próxima fase. 
Somente aplicável se a temporada não tiver terminado: 
(Q) = Classificado para a fase do torneio indicada; (TQ) = Classificado para o torneio, mas não para a fase indicada; (DQ) = Desclassificado do torneio.

#### Grupo B
| # | Equipa                    | J | V | E | D | GP | GC | SG  | Pts | Classificação                                                 |
| - | ------------------------- | - | - | - | - | -- | -- | --- | --- | ------------------------------------------------------------- |
| 1 | Clube Sportivo Mindelense | 5 | 5 | 0 | 0 | 14 | 1  | +13 | 15  | Qualificado para Final do Campeonato cabo-verdiano de futebol |
| 2 | Boavista FC               | 5 | 4 | 0 | 1 | 14 | 4  | +10 | 12  | Qualificado para Final do Campeonato cabo-verdiano de futebol |
| 3 | Académico do Aeroporto    | 5 | 3 | 0 | 2 | 12 | 9  | +3  | 9   |                                                               |
| 4 | FC Ultramarina            | 5 | 2 | 0 | 3 | 12 | 16 | −4  | 6   |                                                               |
| 5 | Sporting Clube da Brava   | 5 | 0 | 1 | 4 | 5  | 16 | −11 | 1   |                                                               |
| 5 | Beira-Mar                 | 5 | 0 | 1 | 4 | 3  | 14 | −11 | 1   |                                                               |

Fonte: [carece de fontes?]
Regras para classificação: 1º pontos; 2º saldo de gols; 3º gols pró.
(C) = Campeão; (R) = Rebaixado; (P) = Promovido; (O) = Vencedor do play-off; (A) = Classificado para a próxima fase. 
Somente aplicável se a temporada não tiver terminado: 
(Q) = Classificado para a fase do torneio indicada; (TQ) = Classificado para o torneio, mas não para a fase indicada; (DQ) = Desclassificado do torneio.

## Jogos
| Académica Operária   | 1 - 1 | Paulense       | 9 de maio  |
| Spartak              | 1 - 4 | Derby          | 9 de maio  |
| Académica Porto Novo | 1 - 0 | Académica 83   | 10 de maio |
| Beira-Mar            | 0 - 2 | Boavista       | 9 de maio  |
| Mindelense           | 3 - 0 | Ultramarina    | 9 de maio  |
| Académico Aeroporto  | 2 - 1 | Sporting Brava | 3 de junho |

| Académica Operária | 0 - 2 | Spartak              | 17 de maio |
| Derby              | 2 - 1 | Académica Porto Novo | 16 de maio |
| Académica 83       | 1 - 3 | Paulense             | 16 de maio |
| Beira-Mar          | 0 - 2 | Mindelense           | 16 de maio |
| Ultramarina        | 2 - 3 | Académico Aeroporto  | 17 de maio |
| Sporting Brava     | 0 - 3 | Boavista             | 17 de maio |

| Derby       | 1 - 0 | Académica Operária   | 24 de maio |
| Spartak     | 1 - 2 | Académica 83         | 24 de maio |
| Paulense    | 1 - 0 | Académica Porto Novo | 23 de maio |
| Ultramarina | 5 - 2 | Beira-Mar            | 24 de maio |
| Mindelense  | 6 - 0 | Sporting Brava       | 23 de maio |
| Boavista    | 4 - 2 | Académico Aeroporto  | 23 de maio |

| Paulense             | 0 - 1 | Derby              | 31 de maio |
| Académica Porto Novo | 2 - 1 | Spartak            | 30 de maio |
| Académica 83         | 2 - 0 | Académica Operária | 30 de maio |
| Boavista             | 5 - 1 | Ultramarina        | 30 de maio |
| Académico Aeroporto  | 1 - 2 | Mindelense         | 31 de maio |
| Sporting Brava       | 1 - 1 | Beira-Mar          | 31 May     |

| Académica Operária | 1 - 1 | Académica Porto Novo | 7 de junho |
| Derby              | 4 - 0 | Académica 83         | 7 de junho |
| Spartak            | 0 - 1 | Paulense             | 7 de junho |
| Beira-Mar          | 0 - 4 | Académico Aeroporto  | 6 de junho |
| Ultramarina        | 4 - 3 | Sporting Brava       | 7 de junho |
| Mindelense         | 1 - 0 | Boavista             | 6 de junho |

## Tempo finals
- Referência:

### Semi-finais
| 20 de junho de 2015 | Boavista         | 2:1 | Futebol Clube Derby | Estádio da Várzea Praia   |
|                     | Givalter 62' 88' |     | Kévy 80'            | Árbitro: Jaime Figueiredo |

| 20 de junho de 2015 | Paulense | 1:0 | Mindelense | Estádio João Serra Ponta do Sol |
|                     |          |     | Oceano 44' |                                 |

| 28 de junho de 2015 | Futebol Clube Derby | 2:1          | Boavista   | Adérito Sena Mindelo       |
| 15:30 (UTC-1)       | Bena 40' 71'        | Derby venceu | Michel 50' | Árbitro: António Rodrigues |

| 27 de junho de 2015 | Mindelense               | 2:0 | Paulense | Estádio Municipal Adérito Sena Mindelo |
| 15:30 (UTC-1)       | Gauço 21' · Chibaca 111' |     |          | Árbitro: Alberto Monteiro              |

### Finais
| 4 de julho de 2015 | Mindelense | 1:1 | Futebol Clube Derby | Estádio Municipal Adérito Sena Mindelo |
| 15:30 (UTC-1)      | Latche     |     | Quatro              | Árbitro: Lenine Rocha                  |

| 11 de julho de 2015 | Futebol Clube Derby | 1:1               | Mindelense | Estádio Municipal Adérito Sena Mindelo |
|                     | Duque 90+5'         | Mindelense venceu | Xibaka 37' | Árbitro: Antonio Rodrigues             |

| Venceador Clube Sportivo Mindelense 11a título |

## Estadísticas
- Melhor jogador: Oceano (Paulense)
- Melhor treinador: Alberto Leite (CS Mindelense)
- Prémio Fair Play: Académico do Aeroporto
- Melhor vitória: Mindelense 6-0 Sporting Brava (23 de maio)